# 209 TCN
Năm 209 TCN là một năm trong lịch Julius. 

## Mất
- Cát Anh
- Tương Cương